# Pudak Kulon
Pudak Kulon is een bestuurslaag in het regentschap Ponorogo van de provincie Oost-Java, Indonesië. Pudak Kulon telt 927 inwoners (volkstelling 2010).